# Стра Санта Марија (Варезе)
Стра Санта Марија је насеље у Италији у округу Варезе, региону Ломбардија.
Према процени из 2011. у насељу је живело 37 становника. Насеље се налази на надморској висини од 211 м.